# Spencer Susser
Spencer Susser es un director de cine y guionista estadounidense.
Susser es el único estadounidense miembro del colectivo de directores australianos Blue-Tongue Films. Su cortometraje I Love Sarah Jane, protagonizado por Mia Wasikowska, ganó el premio al mejor corto narrativo en el Festival de Cine de Nashville de 2008, el premio the Reel Frontier Merit en el Festival Internacional de Cine de Arizona, y el premio Canal+ en el Festival Internacional de Cortometrajes de Clermont-Ferrand. Susser coescribió el proyecto con David Michôd.
Susser codirigió junto a Kyle Newman el vídeo musical de la canción "Summertime Sadness" de la artista Lana Del Rey.
Su primera largometraje tiene por nombre Hesher y está protagonizado por Joseph Gordon-Levitt y Natalie Portman. La película participó en el Festival de Cine de Sundance de 2010 y se estrenó en los Estados Unidos el 13 de mayo de 2011.